# Dvärgmätare
Dvärgmätare, Macaria fusca är en fjärilsart som beskrevs av Carl Peter Thunberg 1792. Enligt Dyntaxa ingår dvärgmätare  i släktet Macaria men enligt Catalogue of Life är tillhörigheten istället släktet Pygmaena. Enligt båda källorna tillhör dvärgmätare familjen mätare, Geometridae.  Arten är reproducerande i Sverige. Inga underarter finns listade i Catalogue of Life.